# 楊文瑩
楊文瑩（1838年—1908年），字粹伯，号雪渔，浙江钱塘县（今属杭州市）人，清朝末年政治人物、学者、书法家。

## 生平
光绪三年（1877年）丁丑科进士。五月，改翰林院庶吉士。光绪六年四月，散館后，授翰林院編修，记名御史。光緒八年，任湖南鄉試副考官。光緒九年，任貴州學政。

## 著作
其工書法，以宋四家為宗，笔姿瘦劲，具有铁划银钩之势。亦善诗，有《幸草亭诗集》。